# Il·luminació (pintura)

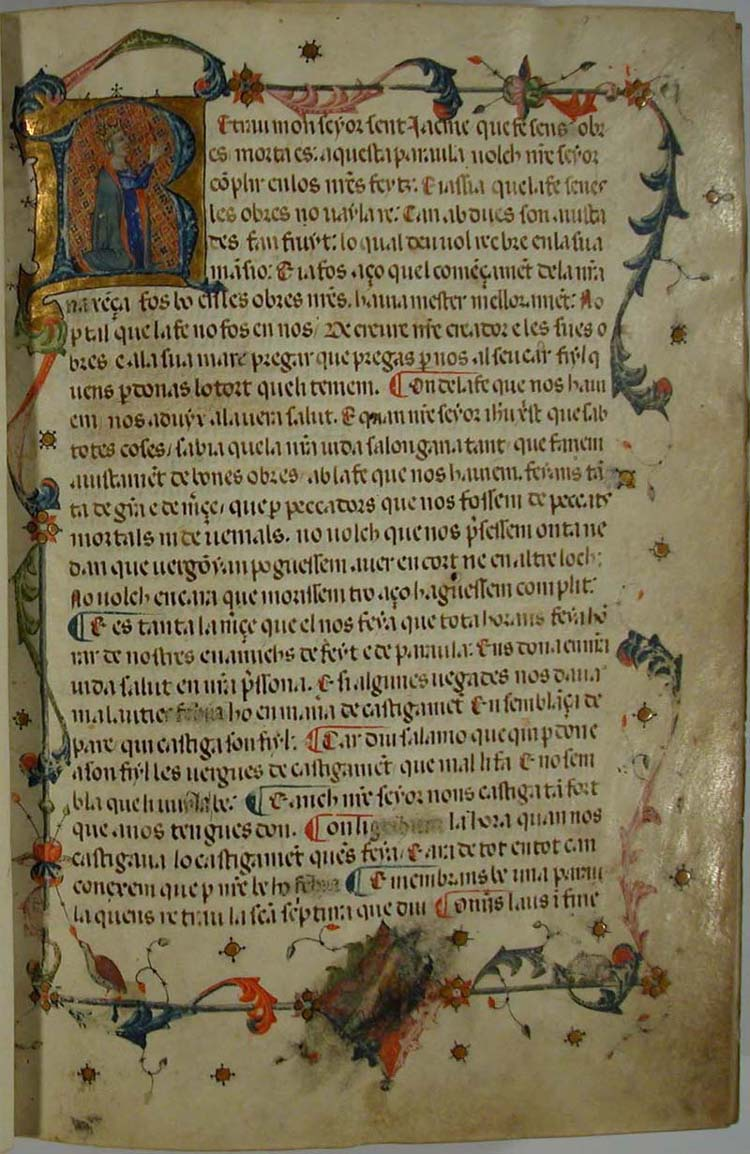
Manuscrit il·luminat del Llibre dels fets

Una il·luminació és un tipus de decoració pintada, o de vegades en forma d'escriptura (tipografia manual), usada sobretot del segle vii al XIV als llibres escrits a mà amb motius en color. Està associada especialment a llibres religiosos del gòtic, a Europa, i la miniatura persa va florir al món persa influint en l'art de la miniatura a la cort otomana i mogol entre els segles XVI i XVII. És característica a la lletra inicial de la pàgina, que sol ser major de la resta i està decorada amb imatges i colors. Hi ha diversos estils: és típic el pa d'or combinat amb colors vius i brillants, com el vermell, el blau i el verd; o la decoració mitjançant petites escenes pictòriques; o elaborats requadres al voltant del text.